# Lovrenc Funtek
Lovrenc Funtek, slovenski fotograf, * 1831, Mengeš, † 1874, Ljubljana.

## Rojstvo, delo in smrt
Rodil se je l. 1831 v Mengšu. Mirko Kambič je o njem zapisal, da je bil po vojaških dokumentih rezervni topovski voznik, po ustnem izročilu pa fotograf v Mengšu in na Homcu.
Njegove slike kažejo izredno talentiranega in sposobnega mojstra fotografije. Leta 1865 je svojo fotografsko dejavnost preselil v Ljubljano. Bil je zelo občutljiv človek. Leta 1874 se je zastrupil z ciankalijem in umrl.